# Marianne Lagergren-Lundquist
Marianne Elisabeth Lagergren-Lundquist, född 16 april 1929 i Stockholm, död 5 april 2016 i Litslena distrikt i Enköpings kommun, var en svensk målare.
Hon var dotter till kamreren Sven Lagergren och Anny Elisabeth Mortimer-Peterson och från 1953 gift med Knut Olof Hallström och från 1972 med sin f.d. svåger Torbjörn Iwan Lundquist, hon var syster till författaren Maud Lagergren. Lagergren-Lundquist studerade först konst för Axel Wallert som var en god vän till hennes föräldrar. Sedan följde studier vid Edward Berggrens målarskola och Konstfackskolan i Stockholm. Hon var specialelev till Bror Hjorth och arbetade en tid vid Kungliga Teaterns dekorationsateljé. Hon medverkade i ett stort antal utställningar på skilda platser i Sverige perioden 1953–1984. Tillsammans med sin dåvarande man fick hon uppdraget att dekorera Köpings torg med gatstensmosaik 1953. Hennes konst består av stilleben, triptyker, nakenstudier, porträtt och landskapsmålningar med fjäll och havsmiljö från Norrland eller Västkusten. Lagergren-Lundquist är representerad i ett flertal kommuner och landsting.